# Come Softly to Me
"Come Softly to Me" é uma canção popular escrita por  Gary Troxel, Barbara Ellis e Gretchen Christopher, publicada em 1959 e tocada pelos The Fleetwoods. Foi gravada na discográfica Dolphin Records.
A canção primeiramente chamava-se "Come Softly", ma o seu nome mudou por alturas em que começou a tornar-se popular.
A canção foi tocada por outros artistas, nomeadamente Frankie Vaughan com The Kaye Sisters, New Seekers e The Roches.